# Laboratoire d'optique appliquée
Le Laboratoire d'optique appliquée  (LOA) est une unité mixte de recherches du CNRS qui dépend de l'ENSTA Paris et de l'École polytechnique. Il est rattaché à la section 04 « Atomes et molécules - Optique et lasers -Plasmas chauds » du CNRS. Ses activités sont centrées sur le développement et les applications de sources laser femtoseconde intenses, la physique de l'interaction laser-matière et des plasmas ainsi que la production de sources compactes de rayonnements et de particules énergétiques.
Le Laboratoire d'Optique Appliquée est depuis les années 1980, un des précurseurs dans l'utilisation des cristaux amplificateurs de saphir dopé au titane, nouvelle génération des lasers ultra-brefs. Depuis l'an 2000, ces lasers sont devenus le standard pour l'obtention d'impulsions femtoseconde de forte puissance crête.

## Historique

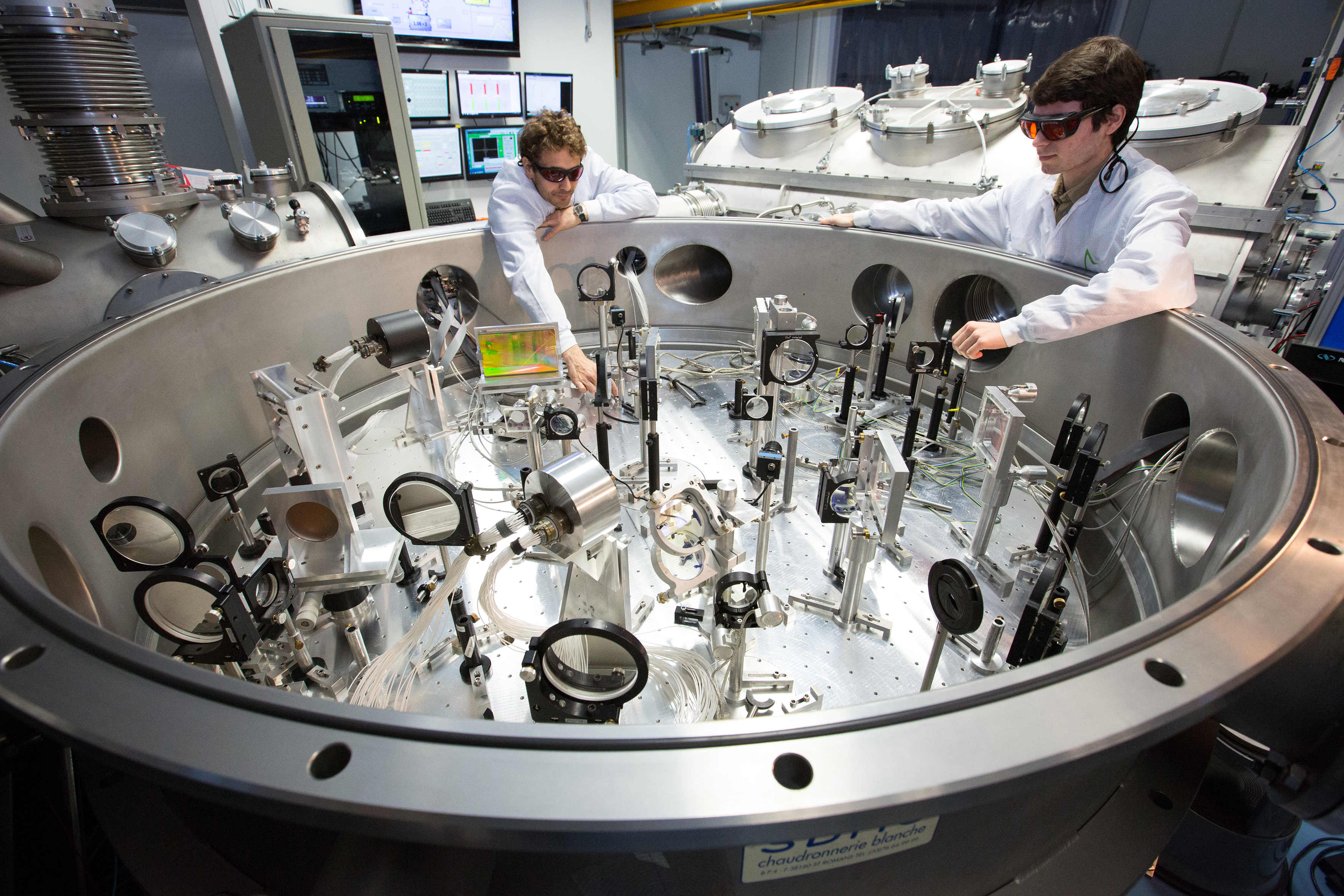
Compresseur d'une chaîne laser femtoseconde au Laboratoire d'Optique Appliquée.

### Évolution du laboratoire

#### Années 1960: création et mesure de la distance Terre-Lune
C'est Jean Vignal, titulaire d'une chaire de physique de l'école polytechnique à Paris, qui crée en 1961 une section liée à l'étude des lasers au sein de son laboratoire. Cette petite équipe de 4 personnes va rapidement croître pour devenir un laboratoire à part entière. Une des premières expériences marquantes du laboratoire sera la mesure de la distance Terre-Lune par laser réalisée par Alain Orszag en 1970.

#### Années 1970: déménagement à Palaiseau et association à l'ENSTA
Le laboratoire prend officiellement le nom de Laboratoire d'optique appliquée en 1972, lorsqu'il devient un laboratoire commun entre l'école polytechnique et l'ENSTA . Il compte alors 22 personnes. Il déménage en 1976 au centre de l'Yvette à Palaiseau, près du nouveau campus de l'école polytechnique. Le LOA deviendra ensuite Unité Mixte Associée de l'INSERM en 1984 et Unité mixte Associée CNRS en 1989.

#### Années 1980: premiers lasers femtoseconde
Le laboratoire se lance dans le développement des lasers ultra-brefs à la fin des années 1970 en mettant au point le premier laser sub-picoseconde français (laser à colorant) grâce à une collaboration entre l'équipe d'Arnold Migus au LOA et C. Shank et E. Ippen aux Bell Labs. Il sera ensuite le deuxième laboratoire au monde, après la démonstration par W. Sibbett (Angleterre), à réaliser le blocage de mode par effet Kerr qui est un processus clé pour la réalisation de lasers femtosecondes intenses . En 15 ans, l'effectif du laboratoire double pour atteindre une cinquantaine de personnes en 1988.
Dans les années 1980, Jean-Louis Martin et Y. Lecarpentier se lancent dans l'étude de systèmes biologiques à l'aide de lasers femtoseconde. Ce nouveau champ applicatif des lasers ultra-brefs donnera lieu en 2001 à la création du Laboratoire d'optique et biosciences (LOB) de l'école polytechnique par Jean-Louis Martin.

#### Années 1990: systèmes lasers femtoseconde CPA de haute énergie
En 1992 un programme d'investissement européen va permettre le financement des premiers systèmes laser femtoseconde à amplification à dérive de fréquence (CPA) à haute énergie d'Europe au LOA, au LENS (italie), au FORTH (Grèce), au LLC (Suède) et au MBI (Allemagne) . Ainsi, dès 1995, les développements réalisés durant les années 1980-1990, vont permettre aux ingénieurs du LOA de générer des impulsions lasers de 30 fs de durée et de plusieurs joules d'énergie. De telles performances représentaient à l'époque un bond en intensité de plusieurs ordres de grandeur par rapport aux lasers existants. Un partenariat avec le laboratoire d'utilisation des lasers Intenses (LULI) de l’école polytechnique va alors lancer l’activité de physique de l’interaction laser plasma en régime femtoseconde intense ou physique à ultra haute intensité. Cette activité débouchera sur de nombreuses percées dans la production de sources X et l'accélération laser plasma .
En 1995, l'équipe d'André Mysyrowicz est l'une des premières à mettre en évidence la filamentation laser dans l'air à l'aide d'un des premiers lasers femtoseconde CPA du LOA. L'étude des applications de la filamentation laser donnera lieu en 1999 au lancement du projet franco-allemand Teramobile, et plus récemment au projet européen Laser Lightning Rod qui vise à développer le premier paratonnerre laser,.

#### Années 2000: sources secondaires et lancement des grands programmes Pettawatt
En 2001, l'équipe de Pierre Agostini du CEA Saclay réalise la première mesure d'un train d'impulsions laser de durée attoseconde avec la méthode RABBIT, à l'aide d'un des systèmes laser femtoseconde du LOA. Ce résultat constitue alors une percée majeure dans le domaine de la physique attoseconde et vaudra à Pierre Agostini d'être distingué par le prix Nobel de Physique en 2023.
En 2007, Gérard Mourou, alors directeur du LOA, crée l'Institut de la lumière extrême (ILE) qui a pour objectif la construction du premier laser femtoseconde de 10 pétawatts de puissance baptisé Apollon. La construction d'Apollon et de ses salles d'expérience est aujourd'hui supervisée par le LULI dans le cadre de l'équipement d'excellence CILEX qui regroupe 12 laboratoires sur le plateau de Saclay,. Au même moment, le LOA lance le projet européen Extreme Light Infrastructure (ELI) qui vise à la construction de 3 grandes installations laser pétawatt de pointe dans plusieurs pays d'Europe.

#### Années 2010: applications académiques et sociétales des sources secondaires
En 2013, plusieurs jeunes chercheurs du LOA s'associent pour créer la startup SourceLAB. Celle-ci s'attache à commercialiser les technologies laser, les cibles et les diagnostics développés au LOA dans le domaine de l'interaction laser plasma.
Le laboratoire d'Optique Appliquée compte alors 5 groupes de recherche et 80 personnes. Il est impliqué dans plusieurs programmes d'investissement d'avenir comme le laboratoire d'excellence Labex PALM et les équipex CILEX et ATTOLAB.

#### Années 2020: vers les hautes cadences et ultra-haute intensités laser
En 2021, le LOA lance un nouveau projet de centre d'accélérateur laser-plasma baptisé LAPLACE. Il devrait permettre le développement d’accélérateurs de nouvelle génération et la mise à disposition de sources intenses et ultrabrèves de faisceaux d’électrons énergétiques ou de rayons X pour des applications académiques et industrielles ,. Dans le cadre de ce projet, un laboratoire commun baptisé Heracles3 est créé en février 2022 avec la société Thales pour la recherche et le développement des lasers intenses.
En 2023, le consortium européen Laser Lightning Rod, mené par le LOA, démontre pour la première fois le guidage de la foudre sur plus de 50 m à l'aide d'un laser ultra-bref de très haute puissance. Cette technique devrait permettre le développement d'un paratonnerre laser, capable de protéger de larges infrastructures des effets de la foudre,.
| Période     | Nom                       | Commentaires                |
| ----------- | ------------------------- | --------------------------- |
| 1961-1969   | Jean Vignal               |                             |
| 1969-1974   | François Teissier du Cros |                             |
| 1974-1988   | Alain Orzag               |                             |
| 1988-1998   | André Antonetti           |                             |
| 1998-2004   | Danièle Hulin             |                             |
| 2004-2005   | Philippe Balcou           |                             |
| 2005-2008   | Gérard Mourou ,           | Prix Nobel de Physique 2018 |
| 2008 à 2019 | Antoine Rousse            |                             |
| depuis 2020 | Stéphane Sebban           |                             |

## Thématiques de recherche

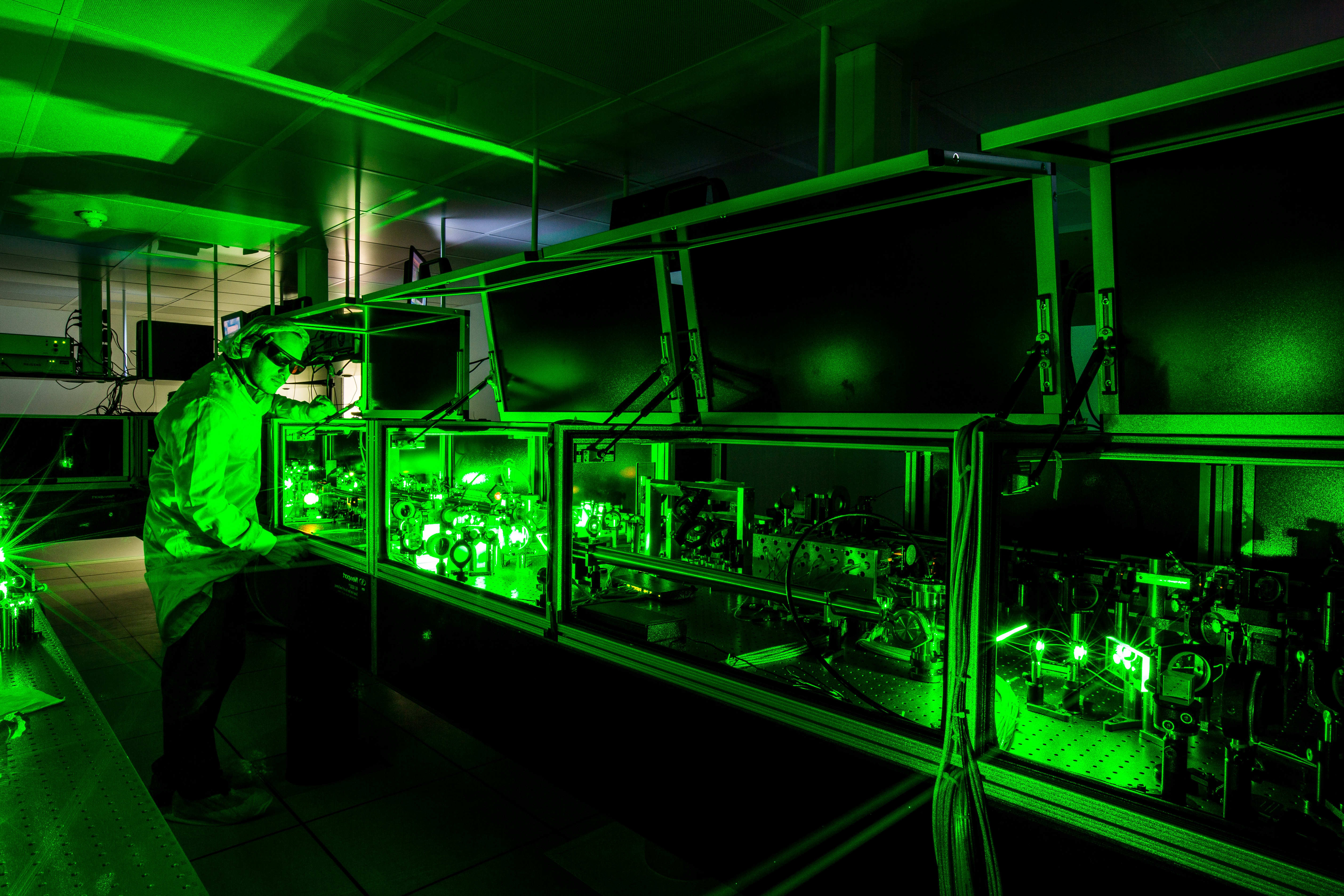
Etage d'amplification d'un système laser femtoseconde au LOA.

Les équipes du LOA étudient différentes thématiques autour des lasers femtoseconde intenses et de l'interaction laser matière : 
- développement de systèmes laser femtoseconde ;
- accélération de faisceaux d'électrons et d'ions par laser[40],[41]; une application importante des faisceaux de protons est la proton-thérapie pour le traitement des cancers[42],[43]
- génération de rayonnement X[44] ou X-UV intense ;
- Impulsions laser de quelques cycles optiques[45] pour l'étude de la dynamique ultrarapide de la matière [46] ;
- Filamentation laser[47],[48].